# Mühlau (Svizzera)
Mühlau (toponimo tedesco) è un comune svizzero di 1 170 abitanti del Canton Argovia, nel distretto di Muri.

## Storia
Il comune di Mühlau è stato istituito nel 1810 per scorporo dal comune di Merenschwand; le località di Kestenberg e Schoren, già anch'esse frazioni di Merenschwand, furono aggregate a Mühlau nel 1878.

## Monumenti e luoghi d'interesse

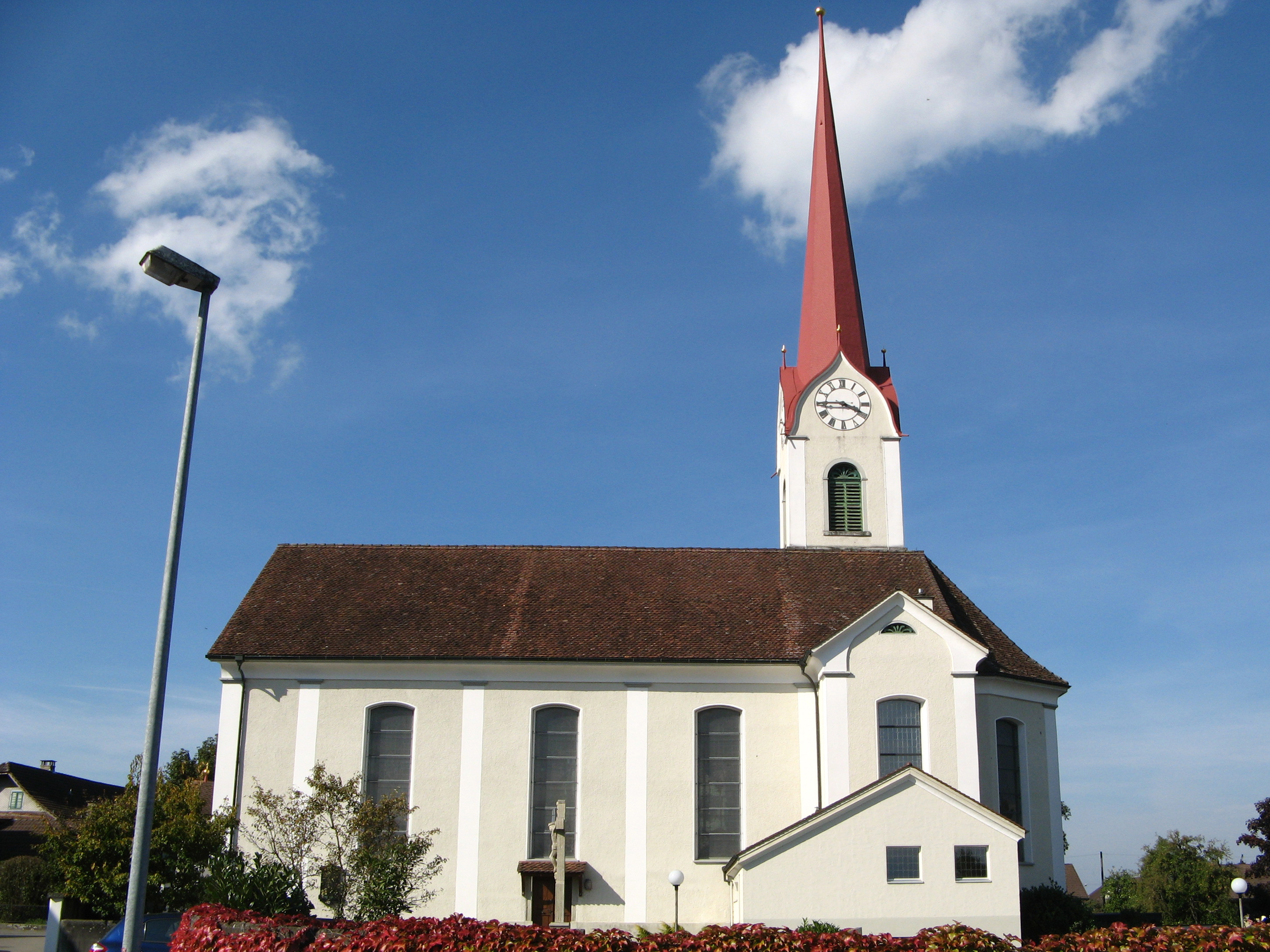
La chiesa cattolica di Sant'Anna

- Chiesa cattolica di Sant'Anna, eretta nel 1582 e ricostruita nel 1852-1853[1].

## Società

### Evoluzione demografica
L'evoluzione demografica è riportata nella seguente tabella:
Abitanti censiti

## Infrastrutture e trasporti

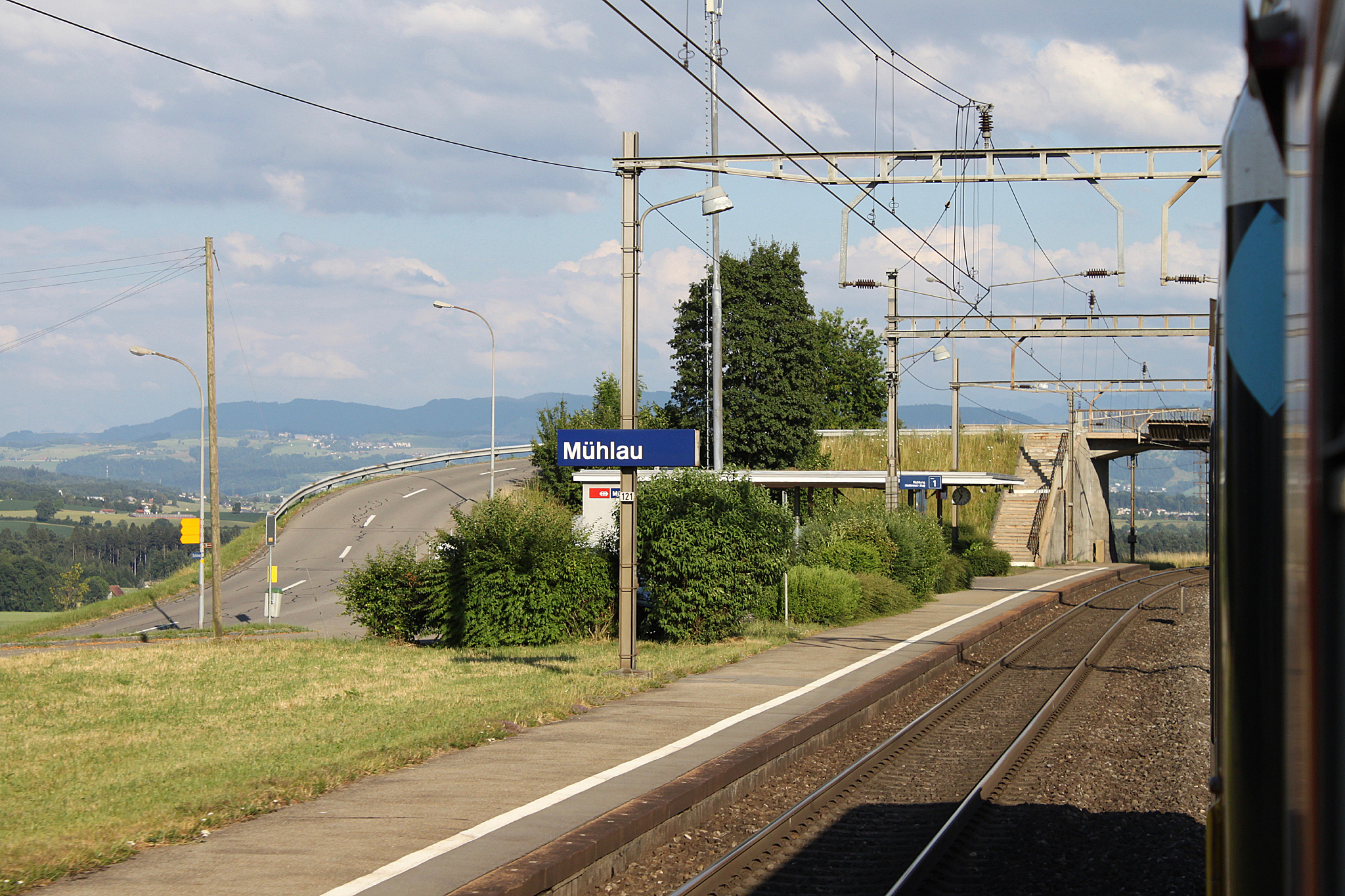
La stazione di Mühlau

Mühlau è servito dall'omonima stazione sulla ferrovia Brugg-Immensee (linea S26 della rete celere dell'Argovia).

## Amministrazione
Ogni famiglia originaria del luogo fa parte del cosiddetto comune patriziale e ha la responsabilità della manutenzione di ogni bene ricadente all'interno dei confini del comune; i comuni patriziali di Mühlau e Schoren-Kestenberg sono stati uniti nel 1913.